# Ginalloa spathulifolia
Ginalloa spathulifolia là một loài thực vật có hoa trong họ Santalaceae. Loài này được Oliv. mô tả khoa học đầu tiên năm 1864.